# Mijaíl Chernov
Mijaíl Aleksándrovich Chernov (ruso: Михаил Александрович Чернов; Tezino, Gubernia de Kostromá, 20 de noviembre de 1891-Moscú, 15 de marzo de 1938) fue un político soviético, juzgado en el Juicio de los Veintiuno, dentro de la Gran Purga de Stalin.

## Biografía
Hijo de campesinos, inició estudios en la facultad de matemáticas de la Universidad de Moscú, aunque no los concluyó.
En 1909 entró en el Partido Obrero Socialdemócrata de Rusia en su fracción menchevique. En 1920 se afilió al Partido Comunista (bolchevique).

## Década de 1920
Entre 1921 y 1923 ocupó diversos cargos en la Gubernia de Ivánovo-Voznesensk, y entre 1923 y 1929 en Ucrania, primero como Jefe Ejecutivo del Sóviet de la Gubernia de Donetsk, y luego como Comisario del Pueblo de Comercio en la República Socialista Soviética de Ucrania.
Entre 1928 y 1930 fue miembro del Comisariado del Pueblo de Comercio de la URSS. En 1930 fue el jefe de la sociedad estatal Soyuzjleb («Союзхлеб» - Unión-Pan) y Subcomisario del Pueblo de Abastecimientos de la URSS.

## Década de 1930
Desempeñó diversos cargos relacionados con la agricultura, hasta que el 10 de abril de 1934 fue nombrado Comisario del Pueblo de agricultura de la URSS. Durante su mandato se llevaron a cabo las más importantes medidas de colectivización de tierras y requisa de grano, que generó escasez y hambruna.
En mayo de 1937 se inició por parte de la fiscalía una investigación en el Comisariado del Pueblo de Agricultura por fracasar en el aporte de cereales. Esta investigación concluyó únicamente en la constatación de «ausencia de control». 

## Detención
Mijaíl Chernov fue destituido de su puesto de Comisario del Pueblo el 29 de octubre de 1937, y detenido pocos días después, el 7 de noviembre de 1937. Chernov fue acusado de ser el responsable, entre otros cargos, de los problemas de abastecimiento a la población y de los problemas habidos en la agricultura en la década de 1930, y de haber sido realizado de forma malévola y en coordinación con el “bloque trotskista-derechista”.
Andréi Vyshinski, el fiscal del caso, lo acusó de ser espía alemán desde 1928, habiendo contactado con la inteligencia alemana por la iniciativa y ayuda de un conocido exilado menchevique. Se afirmó que su contacto era el coronel Oberhaus, y que literalmente le dio instrucciones al respecto: "si queréis tomar el poder, no deberéis ser escrupulosos en los métodos para conseguirlo". Acusó a Chernov, Grinkó, Rozengoltz y Zelenski, que encuadrados en el bloque trotskista-derechista, ocuparon puestos de responsabilidad, y tuvieron enormes oportunidades para el sabotaje.

## Juicio
Fue juzgado en el Colegio Militar de la Corte Suprema de la URSS entre el 2 y el 13 de marzo de 1938 junto a eminentes figuras bolcheviques como Alekséi Rýkov, Nikolái Bujarin, Nikolái Krestinski y Christian Rakovski, así como también el ejecutor de las anteriores purgas Génrij Yagoda, y otros acusados en el proceso que fue conocido como Juicio de los Veintiuno o Tercer Juicio de Moscú, aunque oficialmente denominado «Proceso del Bloque Trotskista-Derechista» (делу право-троцкистского блока).
Estos eran antiguos líderes soviéticos que eran, o ser presumían que eran, enemigos de Stalin, a los que se acusó de oponerse a las políticas de rápida industrialización, colectivización forzada y planeamiento centralizado, así como cargos de espionaje internacional, intento de derribar a la Unión Soviética, y planear la eliminación de los líderes soviéticos.
Mijaíl Chernov reconoció, al igual que todos los acusados en la Gran Purga, los crímenes de los que se los acusaba, llegando a declarar en el juicio:

Después del arresto, inmediatamente bajé mis armas y declaré toda la verdad. No puedo relatar mis crímenes, son demasiados. En este juicio trataré de relatar una pequeña parte de mi participación en estos graves crímenes.

El 13 de marzo de 1938 fue sentenciado a muerte, y ejecutado dos días después en el campo de fusilamiento de Communarka. Fue rehabilitado en 1988.